# Panoramowanie

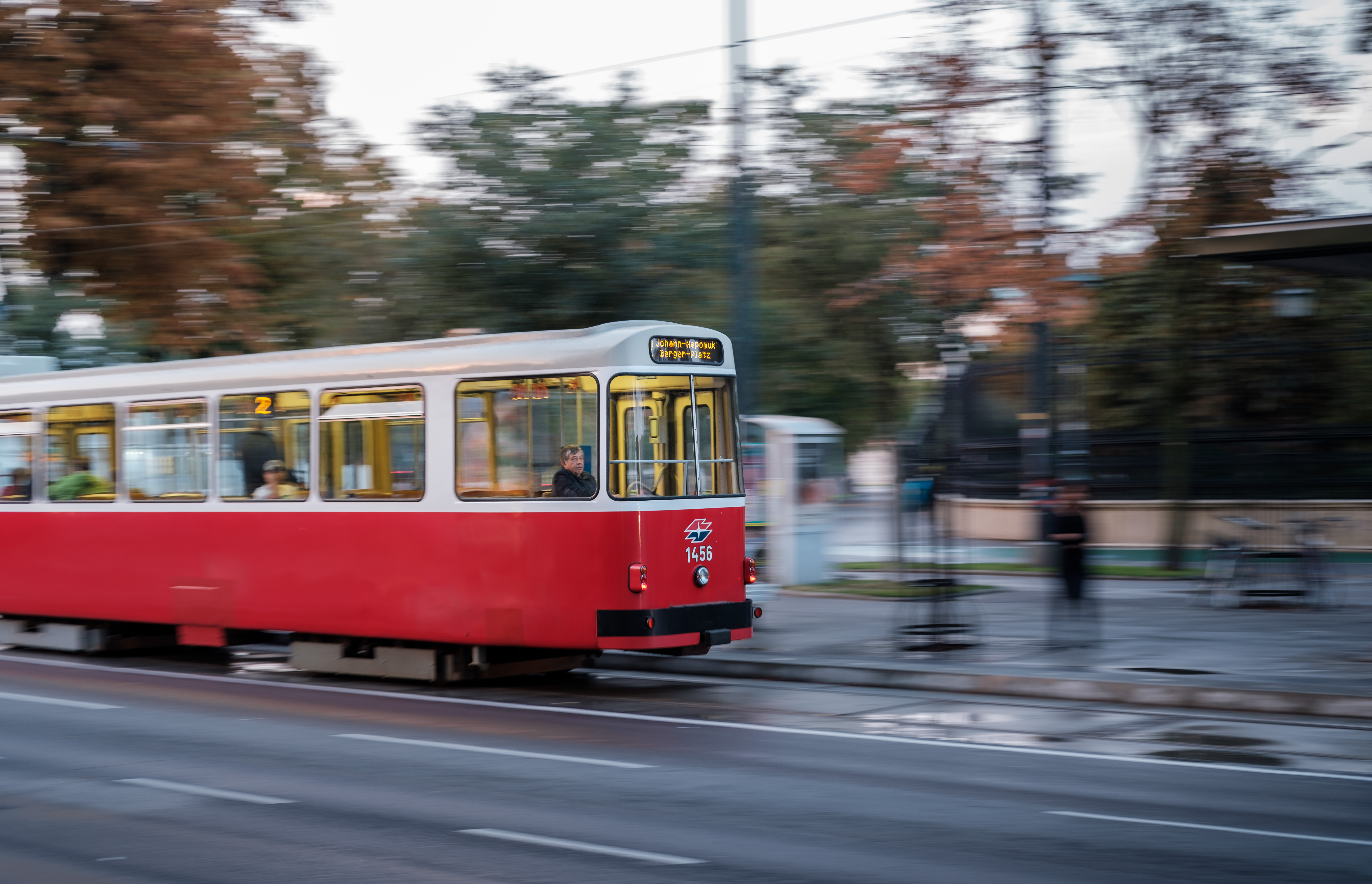
Przykład panoramowania z czasem 1/15 sekundy

Panoramowanie (ang. panning) – technika fotograficzna, w której wykonuje się zdjęcie wodząc aparatem za poruszającym się obiektem, często stosując dłuższą ekspozycje.
Na zdjęciach, które wykorzystują panoramowanie, obiekt na pierwszym planie jest ostry (w całości lub częściowo) natomiast tło jest rozmyte. Dzięki temu uzyskuje się dynamiczne ujęcie, na którym widać ruch. Nie należy mylić panoramowania z panoramą, gdzie wykonywane jest kilka zdjęć i łączone jest w jedno o większym stosunku boków.